# سيدي يعقوب (الجزائر)
سيدي يعقوب بلدية جزائرية في ولاية سيدي بلعباس شمال غرب الجزائر.